# José Saramago
José Saramago (Azinhaga, 16. studenog 1922. – Tías, 18. lipnja 2010.), portugalski književnik.
Rođen je u siromašnoj seljačkoj obitelji. Teška materijalna situacija ga prinuđuje da promjeni niz zanimanja, da bi se tek 1976. godine posvetio isključivo književnosti. Saramago se smatra najvećim portugalskim i jednim od najutjecajnijih europskih pisaca današnjice. Njegova djela prevedena su na preko trideset jezika. Dobio je Nobelovu nagradu za književnost 1998. godine.

## Djela
| Naslov izvornika                      | Godina (izvornik) | Engleski naslov                       | Godina (engleski) | ISBN            | Hrvatski naslov                 |
| ------------------------------------- | ----------------- | ------------------------------------- | ----------------- | --------------- | ------------------------------- |
| Terra do Pecado                       | 1947.             |                                       |                   |                 |                                 |
| Os Poemas Possíveis                   | 1966.             |                                       |                   |                 |                                 |
| Provavelmente Alegria                 | 1970.             |                                       |                   |                 |                                 |
| Deste Mundo e do Outro                | 1971.             |                                       |                   |                 |                                 |
| A Bagagem do Viajante                 | 1973.             |                                       |                   |                 |                                 |
| As Opiniões que o DL teve             | 1974.             |                                       |                   |                 |                                 |
| O Ano de 1993                         | 1975.             |                                       |                   |                 |                                 |
| Os Apontamentos                       | 1976.             |                                       |                   |                 |                                 |
| Manual de Pintura e Caligrafia        | 1977.             | Manual of Painting and Calligraphy    | 1993              | ISBN 1857540433 | Priručnik crtanja i kaligrafije |
| Objecto Quase                         | 1978.             |                                       |                   |                 |                                 |
| Viagem a Portugal                     | 1981.             | Journey to Portugal                   | 2000              | ISBN 0151005877 | Put u Portugal                  |
| Memorial do Convento                  | 1982.             | Baltasar and Blimunda                 | 1987.             | ISBN 0151105553 | Sjećanje na samostan            |
| O Ano da Morte de Ricardo Reis        | 1986.             | The Year of the Death of Ricardo Reis | 1991.             | ISBN 0151997357 | Godina smrti Ricarda Reisa      |
| A Jangada de Pedra                    | 1986.             | The Stone Raft                        | 1994              | ISBN 0151851980 |                                 |
| História do Cerco de Lisboa           | 1989.             | The History of the Siege of Lisbon    | 1996              | ISBN 015100238X | Povijest opsade Lisabona        |
| O Evangelho Segundo Jesus Cristo      | 1991.             | The Gospel According to Jesus Christ  | 1993.             | ISBN 0151367000 | Evanđelje po Isusu Kristu       |
| Ensaio sobre a Cegueira               | 1995.             | Blindness                             | 1997.             | ISBN 0151002517 | Ogled o sljepoći                |
| Todos os Nomes                        | 1997.             | All the Names                         | 1999.             | ISBN 0151004218 | Sva imena                       |
| O Conto da Ilha Desconhecida          | 1997.             | The Tale of the Unknown Island        | 1999.             | ISBN 0151005958 | Priča o nepoznatom otoku        |
| A Caverna                             | 2001.             | The Cave                              | 2002.             | ISBN 0151004145 | Spilja                          |
| O Homem Duplicado                     | 2003.             | The Double                            | 2004.             | ISBN 0151010404 | Dvojnik                         |
| Ensaio sobre a Lucidez                | 2004.             | Seeing                                | 2006.             | ISBN 0151012385 | Gledanje                        |
| Don Giovanni ou o Dissoluto Absolvido | 2005.             |                                       |                   |                 |                                 |
| As Intermitências da Morte            | 2005.             |                                       |                   |                 | Kolebanje smrti                 |
| As Pequenas Memórias                  | 2006.             |                                       |                   |                 |                                 |

## Vanjske poveznice
- Introduction and video of Saramago from "Heroes de los dos bandos" -spanish civil war-
- Interview with Saramago in video  Arhivirana inačica izvorne stranice od 25. siječnja 2007. (Wayback Machine)
- Saramago Autobiography on Nobel Prize site
- José Saramago from Pegasos
- Translation of interview with Saramago in El País - 12-Nov-2005